# 島原英希
シマハラヒデキ（本名：島原 英希〈読み同じ〉、1989年 - ）は、日本の俳優、元子役。フリー。飆tsumujikaze代表。陽project代表。
宮崎県宮崎市出身。東京都立大江戸高等学校、玉川大学経済学部パフォーミングアーツ学科卒業。
★☆北区つかこうへい劇団18期生。ジャパンアクションエンタープライズ出身。42期生。既婚、一児の父で娘がいる。

## 出演作品

### 映画
- 青空にシュート
- MOMOTAROU

### テレビ
- さくら（2002年）
- 女と愛とミステリー みの刑事の愛の事件簿大作戦（2003年）
- 薄桜鬼SSL 〜sweet school life〜
- 世にも奇妙な物語

### 舞台
- レ・ミゼラブル - シャベール 役
- 銀のほのおの国 - 主演
- 熱海殺人事件 -売春捜査官-（2014年）
- SAMURAI7（2014年）
- 天元突破グレンラガン 〜炎撃篇 其の壱〜（2014年）
- 斬劇 八犬伝（2014年）
- ダウンライトの真贋（2014年）
- 夜を急ぐ者よ（2015年）
- Phantom of the Kagetsu-花月園の怪人（2015年） - 主演
- RE-INCARNATION RE-VIVAL（2015年）
- 冬物語